# カルボキシメチルセルロース
カルボキシメチルセルロース（carboxymethyl cellulose, CMC、別名：カルメロース、Carmellose） はセルロースの誘導体であり、セルロースの骨格を構成するグルコピラノースモノマーのヒドロキシ基の一部にカルボキシメチル基 (−CH2−COOH) を結合させたものである。Carmize®︎などがある。

## 調製法と性質
CMCはアルカリを触媒とする、セルロースとクロロ酢酸の反応により合成される。極性のカルボキシル基がセルロースを可溶化し、化学的に反応しやすくする。
CMCの機能的性質はセルロース構造の置換の度合い、すなわちどの程度のヒドロキシ基上にカルボキシメチル基が置換しているか、およびセルロース骨格構造の鎖長に依存する。

## 用途
食品科学の分野では、例えばアイスクリームなどで増粘剤および乳化安定剤として使用される。CMCのE番号はE466である。CMCは比較的に安価で、K-Y ゼリー、歯磨剤、下剤、ダイエット用錠剤、水性インク、界面活性剤、そして、さまざまな紙製品などの非食品製品にも使用されている。CMCは粘度が高く、毒性を持たず、普通はアレルギー性がない。
CMCはまた不揮発性の点眼液（人工涙液）の潤滑剤としても使用される。類似の用途にはメチルセルロース (methylcellulose, MC) が使用される場合もあるが、非極性であるメチル基 (−CH3) はセルロースに可溶性や化学反応性を与えるものではない。
リチウムイオン電池では、増粘剤、安定化剤、流動化剤として用いられる。